# Lophichthyidae
Lophichthyidae (Voelsprietvissen) zijn een familie van straalvinnige vissen uit de orde van Vinarmigen (Lophiiformes).

## Geslacht
- Lophichthys Boeseman, 1964